# Anna Godenius
Anna Elisabet Godenius, född 24 juli 1944 i Köping, Västmanlands län, är en svensk skådespelare.

## Biografi
Anna Godenius föräldrar är Sven-Erik Godenius och Ebba, född Storm.
Godenius studerade teaterhistoria vid universitetet. Hon utexaminerades från Statens scenskola i Malmö 1972.  Efter avslutade studier där följde engagemang hos Riksteatern 1972. Hon har därefter varit engagerad vid olika institutionsteatrar, bland andra stadsteatrarna i Uppsala, Stockholm och Helsingborg. Hon spelade en av fruarna i Ray Cooney-farsen Kuta och kör på Lisebergsteatern i Göteborg 1988.
Hon har medverkat i flera TV-produktioner och långfilmer, bland andra Hans Alfredsons film Ägget är löst 1975
och i Jörn Donners uppmärksammade Män kan inte våldtas 1978. Sitt stora genombrott fick hon i TV-serien Ärliga blå ögon 1977, där hon spelade huvudrollen som bedragerska.
1977 erhöll hon Svenska Filmakademins Kurt Linder-stipendium och 1978 fick hon mottaga Teaterförbundets Daniel Engdahl-stipendium.

## Filmografi
- 1975 – En kille och en tjej
- 1975 – Ägget är löst!
- 1978 – Män kan inte våldtas
- 1979 – Kvinnene
- 1980 – "Jag är bara en vanlig grabb..."
- 1980 – Kärleken
- 1981 – Snacka går ju...
- 1983 – Limpan
- 1988 – Alfred Jarry – Superfreak
- 1990 – Hemligheten
- 1992 – Svart Lucia
- 1994 – Stockholm Marathon
- 2011 – Stockholm Östra

## TV-produktioner
- 1975 – Porträtt av en flykting (TV-serie)
- 1977 – Ärliga blå ögon (TV-serie)
- 1977 – Hammarstads BK (TV-serie)
- 1979 – Skeppsredaren (TV-serie)
- 1981 – Pank (TV-serie)
- 1982 – Dubbelsvindlarna (TV-serie)
- 1986 – Femte generationen (TV-serie)
- 1986 – Den nervöse mannen
- 1986 – Skuggan av Henry (TV-serie)
- 1987 – Han som fick leva om sitt liv (TV-serie)
- 1991 – Osynlig närvaro (TV-serie)
- 1991 – På öppen gata (TV-serie)
- 1992 – Hassel – Utpressarna
- 1992 – Rederiet (TV-serie)
- 1995 – Anmäld försvunnen (TV-serie)
- 1995 – Snoken (TV-serie)
- 1996 – Skilda världar (TV-serie)
- 1997 – Emma åklagare (TV-serie)
- 1998 – Beck – Pensionat Pärlan (TV-serie)
- 1998 – OP7 (TV-serie)
- 1999 – En dag i taget (TV-serie)
- 1999 – Insider (TV-serie)
- 1999 – Jakten på en mördare
- 2000 – Judith (TV-serie)
- 2002 – Tusenbröder (TV-serie)
- 2002 – Bella - bland kryddor och kriminella (TV-serie)
- 2007 – Höök (TV-serie)
- 2008 – Kungamordet (TV-serie)

### Roller (ej komplett)
| År   | Roll              | Produktion                                                            | Regi              | Teater                   |
| ---- | ----------------- | --------------------------------------------------------------------- | ----------------- | ------------------------ |
| 1976 | Karin             | Resan till Pjongjang Ingrid Dahlberg                                  | Kåre Santesson    | Stockholms stadsteater   |
| 1979 | Hippolyta Titania | En midsommarnattsdröm (A Midsummer Night's Dream) William Shakespeare | Göran O. Eriksson | Stockholms stadsteater   |
| 1981 | Helen             | En doft av honung (A Taste of Honey) Shelagh Delaney                  | Per Lysander      | Stockholms stadsteater   |
| 1981 | Karin Hult        | Vi ses i Athen Sigvard Olsson och Fred Hjelm                          | Fred Hjelm        | Stockholms stadsteater   |
| 1984 | Medverkande       | Paris 1878 Staffan Olzon                                              | Staffan Olzon     | Helsingborgs stadsteater |
| 1984 | Medverkande       | Paris 1918 Staffan Olzon                                              | Staffan Olzon     | Helsingborgs stadsteater |
| 1985 | Malin             | Panik i Rölleby Anna Bondestam                                        | Bengt Ahlfors     | Helsingborgs stadsteater |
| 1986 | Geesche Gottfried | Frihet i Bremen (Bremer Freiheit) Rainer Werner Fassbinder            | Christian Zell    | Helsingborgs stadsteater |